# Jorge Simão
António Jorge Rocha Simão (Pampilhosa da Serra, 12 agosto 1976) è un allenatore di calcio ed ex calciatore portoghese, di ruolo centrocampista, tecnico dell'Olimpia Lubiana.

## Carriera

### Giocatore
Da calciatore ha militato nelle file di Real SC, Atlético Cacém, Fanhões, Carregado e Pêro Pinheiro, terminando la propria carriera nel 2003.

### Allenatore
Terminata la carriera da calciatore, ha intrapreso la carriera da allenatore, iniziando come vice allenatore dell'Atlético Cacém. Dopo diverse esperienze da vice allenatore (Sacavenense, Odivelas, Olivais e Moscavide, Estrela Amadora), nel 2012 è diventato vice allenatore del Belenenses, club di prima divisione portoghese. Il 16 febbraio 2014 è diventato tecnico dell'Atlético CP, club militante nella Segunda Liga. Nel giugno 2014 è diventato allenatore del Mafra, in Campeonato de Portugal. Il 18 marzo 2015 è diventato allenatore del Belenenses. Il 14 giugno 2015 ha assunto la guida tecnica del Paços Ferreira, succedendo a Paulo Fonseca. La stagione con il club giallo si è conclusa con il settimo posto in campionato. Nel maggio 2016 è stato annunciato come nuovo tecnico del Chaves. Il 17 dicembre 2016 è diventato allenatore del Braga. Il 26 aprile 2017 si è dimesso. Il 14 settembre 2017 ha assunto la guida tecnica del Boavista, subentrando all'esonerato Miguel Leal. Il 26 gennaio 2019 ha risolto il proprio contratto. L'8 giugno 2019, dopo essere stato vicino al Middlesbrough, ha firmato per l'Al-Fayha. Il 27 agosto 2020, a tre giornate dal termine del campionato e con la squadra in zona retrocessione, è stato sollevato dall'incarico. Il 20 ottobre 2020 è diventato allenatore del R.E. Mouscron. La stagione con il club belga si è conclusa con il 18º posto di campionato e la retrocessione del club in Challenger Pro League. Il 14 maggio 2021 è stato annunciato come nuovo tecnico del Paços Ferreira per la stagione 2021-2022. L'11 dicembre 2021 si è dimesso. Dopo un anno senza squadra, l'11 gennaio 2023 ha firmato con il Santa Clara. Non confermato per la stagione successiva, il 27 ottobre 2023 è diventato allenatore dell'Académico de Viseu. Il 16 aprile 2024 ha assunto la guida tecnica del Boavista.

## Statistiche

### Statistiche da allenatore
Statistiche aggiornate al 2 giugno 2024. In grassetto le competizioni vinte.
| Stagione            | Squadra            | Campionato      | Campionato | Campionato | Campionato | Campionato | Coppe nazionali | Coppe nazionali | Coppe nazionali | Coppe nazionali | Coppe nazionali | Coppe continentali | Coppe continentali | Coppe continentali | Coppe continentali | Coppe continentali | Altre coppe | Altre coppe | Altre coppe | Altre coppe | Altre coppe | Totale | Totale | Totale | Totale | % Vittorie | Piazzamento       |
| Stagione            | Squadra            | Comp            | G          | V          | N          | P          | Comp            | G               | V               | N               | P               | Comp               | G                  | V                  | N                  | P                  | Comp        | G           | V           | N           | P           | G      | V      | N      | P      | %          | Piazzamento       |
| ------------------- | ------------------ | --------------- | ---------- | ---------- | ---------- | ---------- | --------------- | --------------- | --------------- | --------------- | --------------- | ------------------ | ------------------ | ------------------ | ------------------ | ------------------ | ----------- | ----------- | ----------- | ----------- | ----------- | ------ | ------ | ------ | ------ | ---------- | ----------------- |
| feb.-giu. 2014      | Atlético CP        | SL              | 12         | 4          | 4          | 4          | TP+TL           | 0+0             | 0+0             | 0+0             | 0+0             | -                  | -                  | -                  | -                  | -                  | -           | -           | -           | -           | -           | 12     | 4      | 4      | 4      | 33,33      | Sub., 22º         |
| 2014-mar. 2015      | Mafra              | CP              | 23         | 14         | 3          | 6          | TP              | 2               | 1               | 1               | 0               | -                  | -                  | -                  | -                  | -                  | -           | -           | -           | -           | -           | 25     | 15     | 4      | 6      | 60,00      | Risoluz.          |
| mar.-giu. 2015      | Belenenses         | PL              | 9          | 3          | 3          | 3          | TP+TL           | 0+0             | 0+0             | 0+0             | 0+0             | -                  | -                  | -                  | -                  | -                  | -           | -           | -           | -           | -           | 9      | 3      | 3      | 3      | 33,33      | Sub., 6º          |
| 2015-2016           | Paços Ferreira     | PL              | 34         | 13         | 10         | 11         | TP+TL           | 2+4             | 1+1             | 0+1             | 1+2             | -                  | -                  | -                  | -                  | -                  | -           | -           | -           | -           | -           | 40     | 15     | 4      | 6      | 37,50      | 7º                |
| lug.-dic. 2016      | Chaves             | PL              | 13         | 4          | 7          | 2          | TP+TL           | 3+1             | 3+0             | 0+0             | 0+1             | -                  | -                  | -                  | -                  | -                  | -           | -           | -           | -           | -           | 17     | 7      | 7      | 3      | 41,18      | Risoluz.          |
| dic. 2016-apr. 2017 | Braga              | PL              | 16         | 5          | 7          | 4          | TP+TL           | 0+5             | 0+3             | 0+0             | 0+2             | UEL                | 0                  | 0                  | 0                  | 0                  | ST          | 0           | 0           | 0           | 0           | 21     | 8      | 7      | 6      | 38,10      | Sub., Dimiss.     |
| set. 2017-2018      | Boavista           | PL              | 29         | 12         | 6          | 11         | TP+TL           | 1+0             | 0+0             | 0+0             | 0+1             | -                  | -                  | -                  | -                  | -                  | -           | -           | -           | -           | -           | 30     | 12     | 6      | 12     | 40,00      | Sub., 8º          |
| 2018-gen. 2019      | Boavista           | PL              | 22         | 6          | 4          | 12         | TP+TL           | 3+1             | 2+0             | 0+0             | 1+1             | -                  | -                  | -                  | -                  | -                  | -           | -           | -           | -           | -           | 26     | 8      | 4      | 14     | 30,77      | Risoluz.          |
| Totale Boavista     | Totale Boavista    | Totale Boavista | 51         | 18         | 10         | 23         |                 | 4+1             | 2+0             | 0+0             | 1+2             |                    | -                  | -                  | -                  | -                  |             | -           | -           | -           | -           | 56     | 20     | 10     | 26     | 35,71      |                   |
| 2019-ago. 2020      | Al-Fayha           | SPL             | 29         | 8          | 8          | 13         | CRC             | 3               | 2               | 0               | 1               | -                  | -                  | -                  | -                  | -                  | -           | -           | -           | -           | -           | 32     | 10     | 8      | 14     | 31,25      | Eson.             |
| ott. 2020-2021      | R.E. Mouscron      | PL              | 22         | 6          | 5          | 11         | CB              | 1               | 0               | 0               | 1               | -                  | -                  | -                  | -                  | -                  | -           | -           | -           | -           | -           | 23     | 6      | 5      | 12     | 26,09      | Sub., 18º (retr.) |
| lug.-dic. 2021      | Paços Ferreira     | PL              | 14         | 2          | 5          | 7          | TP+TL           | 2+3             | 1+1             | 0+1             | 1+1             | -                  | -                  | -                  | -                  | -                  | -           | -           | -           | -           | -           | 19     | 4      | 6      | 9      | 21,05      | Dimiss.           |
| gen.-feb. 2023      | Santa Clara        | PL              | 8          | 0          | 2          | 6          | TP+TL           | 0+0             | 0+0             | 0+0             | 0+0             | -                  | -                  | -                  | -                  | -                  | -           | -           | -           | -           | -           | 8      | 0      | 2      | 6      | &0,00      | Sub., Eson.       |
| ott. 2023-apr. 2024 | Académico de Viseu | SL              | 22         | 7          | 10         | 5          | TP+TL           | 0+0             | 0+0             | 0+0             | 0+0             | -                  | -                  | -                  | -                  | -                  | -           | -           | -           | -           | -           | 22     | 7      | 10     | 5      | 31,82      | Sub., Risoluz.    |
| apr.-giu. 2024      | Boavista           | PL              | 5          | 0          | 3          | 2          | TP+TL           | 0+0             | 0+0             | 0+0             | 0+0             | -                  | -                  | -                  | -                  | -                  | -           | -           | -           | -           | -           | 5      | 0      | 3      | 2      | &0,00      | Sub., 15º         |
| Totale carriera     | Totale carriera    | Totale carriera | 258        | 84         | 77         | 97         |                 | 31              | 15              | 3               | 13              |                    | 0                  | 0                  | 0                  | 0                  |             | 0           | 0           | 0           | 0           | 290    | 99     | 80     | 110    | 34,14      |                   |